# يوسف حطيني
يوسف محمد حطّيني (1963-) هو كاتب فلسطيني، ولد في مخيم اليرموك في دمشق. هو محاضر في جامعة الإمارات العربية المتحدة. حاصل على إجازة في اللغة العربية من جامعة دمشق عام 1986. ودبلوم الدراسات الأدبية العليا من ذات الجامعة عام 1988، ودبلوم التأهيل التربوي من وكالة الأمم المتحدة لإغاثة وتشغيل اللاجئين الفلسطينيين في مدينة عمان عام 1996، وماجستير في الأدب العربي الحديث (أدب ونقد: القصة القصيرة) من جامعة دمشق عام 1992، ودكتوراه في الأدب العربي الحديث (أدب ونقد: رواية) من جامعة دمشق عام 1997.

## مؤلفات
صدرت له عدة أعمال أدبية منها:
| الاسم                                                                         | النوع                                                 | دار النشر                         | المدينة/ الدولة | تاريخ النشر | عدد الصفحات | ردمك ISBN             | المصدر |
| ----------------------------------------------------------------------------- | ----------------------------------------------------- | --------------------------------- | --------------- | ----------- | ----------- | --------------------- | ------ |
| صرخات في ضجيج السكون                                                          | شعر                                                   |                                   |                 | 1982        |             |                       |        |
| بيني وبين حبيبتي شيئان                                                        | شعر                                                   |                                   |                 | 1984        |             |                       |        |
| سميرة عزام: رائدة القصة القصيرة الفلسطينية                                    |                                                       | دار العائدي                       | دمشق            | 1999        | 210         |                       | [ 2 ]  |
| مكونات السرد في الرواية الفلسطينية                                            | دراسة                                                 | اتحاد الكتاب العرب                | دمشق            | 1999        | 227         |                       | [ 3 ]  |
| ذماء                                                                          | قصص قصيرة جدًا                                         |                                   |                 | 2001        |             |                       |        |
| مدينة البامياء                                                                | مجموعة قصصية                                          | اتحاد الكتاب العرب                | دمشق            | 2001        | 101         |                       | [ 4 ]  |
| القصة القصيرة جداً بين النظرية والتطبيق                                        | دراسة نقدية                                           | الأوائل للنشر والتوزيع            | دمشق            | 2003        | 168         |                       | [ 5 ]  |
| الحفار والغربة                                                                | مسرحية                                                | مونودراما                         |                 | 2007        |             |                       |        |
| الطريق إلى مخبز شبارو                                                         | مجموعة قصصية                                          |                                   |                 | 2008        |             |                       |        |
| القصة القصيرة الإماراتية                                                      |                                                       | دائرة الثقافة والإعلام في الشارقة | الشارقة         | 2008        | 395         | (ردمك 9789948044277)  | [ 6 ]  |
| ملامح السرد القرآني                                                           | دراسة في أنماط القص والتلقي والشخصيات والبيئة القصصية | اتحاد الكتاب العرب                | دمشق            | 2009        | 210         |                       | [ 7 ]  |
| مقامات طريد الزمان الطبراني                                                   | مقامات                                                | مؤسسة فلسطين للثقافة              | دمشق            | 2010        | 100         | (ردمك 9789933901660)  | [ 8 ]  |
| في سردية القصيدة الحكائية (محمود درويش نموذجاً)                                | دراسة                                                 | الهيئة السورية العامة للكتاب      | دمشق            | 2010        | 140         |                       | [ 9 ]  |
| عبد الرحيم محمود: فارس الوطن.. فارس القصيدة                                   |                                                       | مؤسسة فلسطين للثقافة              | دمشق            | 2011        | 48          | (ردمك 9789933907679)  | [ 10 ] |
| القدس في الشعر العربي الحديث                                                  |                                                       | مؤسسة فلسطين للثقافة              | دمشق            | 2012        | 253         | (ردمك 9789933910792)  | [ 11 ] |
| دراسات في القصة القصيرة جداً، منشورات المهرجان العربي الثالث للقصة القصيرة جداً |                                                       | مطابع الرباط نت                   | المغرب          | 2014        |             |                       |        |
| جمل المحامل (مئة قصة فلسطينية قصيرة جداً)                                      | مجموعة قصصية،                                         | دار الوطن                         | الرباط          | 2014        | 116         |                       | [ 12 ] |
| السرد العماني الروائي الحديث                                                  |                                                       | دار الغشّام                        | مسقط            | 2017        | 303         | (ردمك 9789996921018 ) | [ 13 ] |
| في ظلال النخيل                                                                | دراسات في الرواية الإماراتية                          | دائرة الثقافة والإعلام في الشارقة | الشارقة         | 2017        | 220         | (ردمك 9789948104032)  | [ 14 ] |
| مصطلحات السرد في النقد الأدبي                                                 |                                                       | عالم الكتب الحديث                 | إربد            | 2015        | 280         | (ردمك 9789957686987)  | [ 15 ] |
| نجمة في سماء الجليل                                                           | قصائد قصيرة جداً                                       | دار نينوى                         | دمشق            | 2018        | 64          | (ردمك 9789933380144)  | [ 16 ] |
| بنفسجة في سحابة                                                               | قصائد قصيرة جداً                                       | دار نينوى                         | دمشق            | 2018        | 112         | (ردمك 9789933380151)  | [ 17 ] |
| رَجُل المرآة                                                                    | رواية                                                 | الهيئة العامة السورية للكتاب      | دمشق            | 2020        | 272         |                       | [ 18 ] |
| اليوسفيات.. وقصائد أخرى                                                       | شعر                                                   | اتحاد الكتاب العرب                | دمشق            | 2020        | 156         |                       | [ 19 ] |
| الشعر الإماراتي                                                               | قراءات في الموضوع والفن                               | دائرة الإعلام والثقافة            | الشارقة         | 2012        | 336         | (ردمك 9789948048497)  | [ 20 ] |
| رؤى                                                                           | قصص                                                   |                                   |                 |             |             |                       | [ 21 ] |